# Coming Home (Kaiser Chiefs)
Coming Home è un singolo della indie rock band britannica Kaiser Chiefs, pubblicato il 13 febbraio 2014 in download digitale come primo singolo estratto dall'album Education, Education, Education & War.
Il 19 febbraio 2014 è stato diffuso su YouTube il videoclip ufficiale del singolo. La versione della canzone che lo accompagna è quella radio edit ed è ridotta di 9 secondi.

## Tracce
1. Coming Home – 4:51 (Nick Baines, Simon Rix, Andrew White, Ricky Wilson)